# Lucien Guervil
Lucien René Grivel dit Lucien Guervil, né le 3 mai 1908 dans le 20e arrondissement de Paris et mort le 6 janvier 1997 à Talant dans la Côte-d'Or, est un acteur français.

## Filmographie

### Cinéma
- 1946 : Un revenant de Christian-Jaque
- 1947 : Si jeunesse savait de André Cerf
- 1947 : Une aventure de Polop de Walter Kapps - court métrage -
- 1948 : Clochemerle de Pierre Chenal - Le capitaine Tardiveau
- 1948 : Les Casse-pieds ou Parade du temps perdu de Jean Dréville
- 1948 : Retour à la vie de Jean Dréville - dans le sketch : Le retour de René - Le vieux garçon
- 1948 : Le Secret de Mayerling de Jean Delannoy
- 1949 : Fantômas contre Fantômas de Robert Vernay
- 1949 : L'Invité du mardi de Jacques Deval
- 1949 : Nous irons à Paris de Jean Boyer - Un membre de la maréchaussée
- 1949 : Plus de vacances pour le bon dieu de Robert Vernay
- 1950 : Véronique de Robert Vernay
- 1950 : Les Amants de bras-mort de Marcello Pagliero
- 1950 : Les Anciens de Saint-Loup de Georges Lampin - Boutigues
- 1950 : La Belle Image de Claude Heymann - L'inspecteur
- 1950 : Justice est faite d'André Cayatte
- 1950 : Minne, l'ingénue libertine de Jacqueline Audry
- 1950 : Sous le ciel de Paris de Julien Duvivier
- 1951 : Andalousie de Robert Vernay et la version espagnole El sueño de Andalucia de Luis Lucia
- 1952 : Deux de l'escadrille de Maurice Labro
- 1952 : Lettre ouverte d'Alex Joffé
- 1953 : Crainquebille de Ralph Habib
- 1953 : Quai des blondes de Paul Cadeac
- 1954 : Cadet Rousselle de André Hunebelle - Le second gardien
- 1954 : Escale à Orly de Jean Dréville - Un inspecteur
- 1954 : Le Feu dans la peau de Marcel Blistène - Le maire
- 1954 : Leguignon guérisseur de Maurice Labro - Paul Coq
- 1954 : Pas de coup dur pour Johnny de Émile Roussel
- 1954 : Le Rouge et le Noir de Claude Autant-Lara
- 1954 : Série noire de Pierre Foucaud - Un trafiquant
- 1954 : Sur le banc de Robert Vernay - Le mandataire
- 1954 : La Tour de Nesle d'Abel Gance - Le second conseiller
- 1955 : La Bande à papa de Guy Lefranc - Le crémier
- 1955 : Chantage de Guy Lefranc - Un témoin
- 1955 : L'Impossible Monsieur Pipelet d'André Hunebelle - Un spectateur à la boxe
- 1955 : On déménage le colonel de Maurice Labro - Le notaire
- 1955 : Sophie et le Crime de Pierre Gaspard-Huit - Le bistrot
- 1956 : Fernand cow-boy de Guy Lefranc
- 1956 : L'Homme à l'imperméable de Julien Duvivier - L'agent cycliste
- 1956 : Je reviendrai à Kandara de Victor Vicas
- 1956 : Les Lumières du soir de Robert Vernay
- 1956 : Nous autres à Champignol de Jean Bastia
- 1956 : Les Sorcières de Salem de Raymond Rouleau
- 1956 : Sylviane de mes nuits de Marcel Blistène
- 1958 : À pied, à cheval et en spoutnik de Jean Dréville - Un gendarme
- 1958 : Faibles femmes de Michel Boisrond
- 1958 : Les Jeux dangereux de Pierre Chenal - Simon
- 1959 : Les Affreux de Marc Allégret
- 1959 : Pantalaska de Paul Paviot
- 1960 : La Française et l'Amour de Henri Verneuil - dans le sketch : L'adultère
- 1960 : Portrait robot de Paul Paviot
- 1960 : Touchez pas aux blondes de Maurice Cloche
- 1961 : Ame qui vive de Jean Dasque - court métrage -
- 1961 : Le Tracassin ou Les Plaisirs de la ville de Alex Joffé - Un agent
- 1962 : Le Temps des copains de Robert Guez
- 1962 : C'est pas moi, c'est l'autre de Jean Boyer
- 1963 : Le Vice et la Vertu de Roger Vadim

### Télévision
- 1957 : En votre âme et conscience : L'Affaire Weidmann de Jean Prat
- 1962 : Les Cinq Dernières Minutes (épisode 26 : La Mort d'un casseur) série télévisée de Guy Lessertisseur
- 1963 : L'inspecteur Leclerc enquête (épisode La Chasse), série télévisée de Mick Roussel

## Théâtre
- 1947 : Le Mal court de Jacques Audiberti, mise en scène Georges Vitaly, Théâtre Charles de Rochefort, Théâtre de Poche
- 1949 : Robinson de Jules Supervielle, Théâtre de Verdure Charbonnières-les-Bains
- 1955 : La lune est bleue d'Hugh Herbert, mise en scène Jacques Charon, Théâtre Michel
- 1956 : Les Sorcières de Salem de Arthur Miller, mise en scène Raymond Rouleau, Théâtre des Célestins
- 1957 : Vous qui nous jugez de Robert Hossein, mise en scène de l'auteur, Théâtre de l'Œuvre
- 1957 : La Mégère apprivoisée de William Shakespeare, mise en scène Georges Vitaly, Théâtre de l'Athénée
- 1958 : La Bonne Soupe de Félicien Marceau, mise en scène André Barsacq, Théâtre du Gymnase
- 1958 : Lady Godiva de Jean Canolle, mise en scène Michel de Ré, Théâtre de Paris
- 1961 : La Peau de singe de Christine Arnothy, mise en scène François Maistre,  Théâtre La Bruyère